# Terra Willy, planète inconnue
Pour plus de détails, voir Fiche technique et Distribution.
Terra Willy, planète inconnue est un film d'animation français réalisé par Éric Tosti, sorti en 2019.

## Synopsis
Willy est un enfant de dix ans perdu sur une planète inconnue après le crash de son vaisseau et la disparition de ses parents. Il va devoir survivre jusqu'à l'arrivée des secours en compagnie du robot de survie Buck et d'un animal extraterrestre à huit pattes baptisé Flash,.

## Fiche technique
Sauf indication contraire, les informations mentionnées dans cette section peuvent être confirmées par la base de données cinématographiques IMDb,  présente dans la section « Liens externes ».
- Titre : Terra Willy, planète inconnue
- Réalisation : Éric Tosti, avec la participation de David Alaux et de Jean-François Tosti[3]
- Scénario : David Alaux, Éric Tosti et Jean-François Tosti[3]
- Son : David Vincent et Eric Sampieri[4]
- Montage : Hélène Blanchard et Jean-Christian Tassy[4]
- Musique : Olivier Cussac[5]
- Production : Jean-François Tosti
- Sociétés de production : TAT Productions ; BAC Films, France 3 Cinéma, Logical Pictures et Master films[3]
- Sociétés de distribution : BAC Films[3] ; MK2 I Mile End (Québec), Paradiso Entertainment (Belgique) et Telepool (Suisse romande)
- Budget : 6 millions d’euros[réf. nécessaire]
- Pays d’origine :  France
- Langue originale : français
- Genre : animation, comédie de science-fiction
- Durée : 90 minutes[6]
- Dates de sortie : 
  - France : 17 février 2019 (avant-première) ; 3 avril 2019 (sortie nationale)
  - Belgique : 3 avril 2019
- Dates de sortie Netflix : 3 avril 2023

## Distribution
Sauf indication contraire, les informations mentionnées dans cette section peuvent être confirmées par la base de données cinématographiques IMDb,  présente dans la section « Liens externes ».
- Timothé Vom Dorp[7] : Willy
- Édouard Baer : Buck
- Barbara Tissier : Sonde
- Marie-Eugénie Maréchal : Maman
- Guillaume Lebon : Papa

## Production

### Genèse et développement
Terra Willy est le deuxième long métrage de la société toulousaine TAT Productions diffusé au cinéma, après Les As de la jungle, qui a fait succès en France et à l'étranger avec plusieurs millions d'entrées vendues.
En mai 2018, ce sont soixante-dix personnes qui travaillent sur l'animation de Terra Willy. Au total, elles sont entre 125 et 130 à avoir travaillé sur les deux ans de réalisation. Le film bénéficie d'un budget de 6 000 000 euros.
TAT Productions espère réunir environ 400 000 spectateurs devant son film, un résultat moindre à Les As de la jungle.

### Promotion
Un premier teaser du film est diffusé au festival de Cannes 2018. Terra Willy est alors vendu pour une diffusion dans une trentaine de pays par son distributeur BAC Films,, parmi lesquels la Chine, la Corée du Sud, la Pologne, ou l'Afrique du Sud. Au total, il est pré-vendu dans une soixantaine de pays, ce qui en fait l'un des films français de 2019 les plus diffusés au monde.
La première des avant-premières a lieu le 17 février à Paris. D'autres sont organisées en juin 2019, avant une sortie nationale le 3 avril de la même année.

## Accueil
Terra Willy, planète inconnue est sélectionné en panorama début 2019 au Festival national du film d'animation de Rennes.

## Box-office
| Pays ou région    | Box-office        | Date d'arrêt du box-office | Nombre de semaines |
| ----------------- | ----------------- | -------------------------- | ------------------ |
| France            | 133 364 entrées   | terminé                    | 17                 |
| Italie            | 203 485 entrées   | terminé                    | 8                  |
| Russie            | 178 163 entrées   | terminé                    | 8                  |
| Pologne           | 50 245 entrées    | terminé                    | 8                  |
| Tchéquie          | 29 721 entrées    | terminé                    | 8                  |
| Espagne           | 15 020 entrées    | terminé                    | 8                  |
| Corée du Sud      | 26 895 entrées    | en cours                   | 4                  |
| Portugal          | 22 761 entrées    | terminé                    | 8                  |
| Norvège           | 19 890 entrées    | terminé                    | 8                  |
| Turquie           | 31 378 entrées    | terminé                    | 8                  |
| Monde hors France | 1 023 562 entrées | terminé                    | n/a                |
| Total mondial     | 1 156 926 entrées | en cours                   | n/a                |